# Operacja Vigorous
Operacja Vigorous – aliancka operacja na Morzu Śródziemnym podczas II wojny światowej, mająca na celu dostarczenie konwoju MW-11 z zaopatrzeniem na Maltę. Konwój wypłynął z Aleksandrii, Port Saidu i Hajfy w dniach 11-12 czerwca 1942, lecz na skutek silnego przeciwdziałania państw Osi, przede wszystkim ataków lotnictwa i obecności floty włoskiej, nie dotarł do Malty i powrócił ze sporymi stratami do Aleksandrii 16 czerwca 1942. Równocześnie z tą operacją prowadzono od zachodu operację konwojową Harpoon.

## Podłoże
Najważniejszym alianckim punktem oporu na Morzu Śródziemnym w środkowym okresie II wojny światowej była Malta, stanowiąca wysuniętą bazę okrętów i lotnictwa zagrażających zaopatrywaniu przez państwa Osi wojsk w Afryce Północnej. Była też bazą dla okrętów alianckich w drodze między Gibraltarem a portami egipskimi. Zaopatrywanie Malty było jednak dużym problemem dla aliantów, wobec panowania lotnictwa niemieckiego i włoskiego nad centralnym i wschodnim Morzem Śródziemnym, używającego m.in. baz na Krecie i w Afryce Północnej. Zagrożenie stwarzały też silne włoskie okręty nawodne oraz niemieckie i włoskie okręty podwodne. Dlatego też zaopatrywanie Malty odbywało się w drodze silnie bronionych konwojów organizowanych od wschodu z portów egipskich, a od zachodu z Gibraltaru, przybierających formę całych operacji z powodu angażowania znacznych sił alianckich.
W połowie 1942 sytuacja zaopatrzeniowa na Malcie stała się krytyczna, szczególnie dotyczyło to benzyny dla bazujących tam samolotów. Alianci zaplanowali wobec tego na czerwiec 1942 dużą operację zaopatrzeniową, składającą się z dwóch równoczesnych operacji konwojowych w celu rozproszenia sił Osi, nazwanych Harpoon - z Gibraltaru i Vigorous - ze wschodu (konwój MW-11).

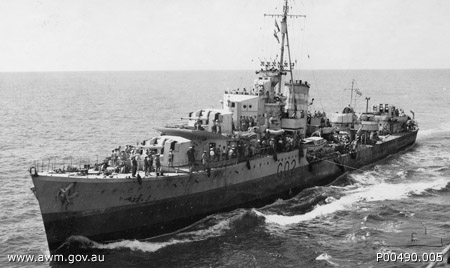
Jeden z australijskich niszczycieli typu N (HMAS Nestor)

W celu przeprowadzenia operacji Vigorous, siły brytyjskiej Floty Śródziemnomorskiej zostały wzmocnione okrętami z Oceanu Indyjskiego, m.in. czterema australijskimi niszczycielami typu N (HMAS "Napier", "Norman", "Nestor" i "Nizam") i brytyjskimi HMS „Griffin”, „Fortune”, "Hotspur".

## Skład konwoju
W skład konwoju MW-11 weszło 11 statków, eskortowanych ogółem przez 8 krążowników lekkich (w tym 5 przeciwlotniczych), 26 niszczycieli (w tym 9 eskortowych), 4 korwet i 2 trałowców. Spośród niszczycieli, 9 eskortowych typu Hunt i 2 typu P miały całą artylerię przystosowaną do ognia przeciwlotniczego, lecz pozostałe miały niewielkie możliwości w tym zakresie. Z powodu uszkodzenia przez włoskie „żywe torpedy” w Aleksandrii w grudniu 1941 pancerników HMS „Queen Elizabeth” i „Valiant”, pancerniki nie były dostępne dla aliantów. W składzie zespołu jedynie znajdował się okręt-cel HMS „Centurion” – dawny pancernik, przebudowany w celu zmylenia wywiadu na atrapę nowego pancernika HMS „Anson”, uzbrojony jedynie w lekkie działa przeciwlotnicze. Transportował on ponadto ok. 2000 t. ładunku. Dla zabezpieczenia się przed włoską flotą, pod główną bazę w Tarencie wysłano 9 brytyjskich okrętów podwodnych.
Konwój wypłynął podzielony na trzy części: MW-11A z Hajfy w składzie 5 statków z eskortą, MW-11B z Aleksandrii w składzie 2 tankowców z eskortą i MW-11C z Port Saidu w składzie 4 statków, eskortowanych przez krążownik przeciwlotniczy HMS "Coventry" i niszczyciele eskortowe HMS "Airedale", "Aldenham", "Beaufort", "Croome", „Eridge”, „Dulverton”, "Exmoor" i „Hurworth”. Dodatkowo, statki MW-11C holowały 4 kutry torpedowe. Komodorem konwoju był kontradmirał England. Zakładano, że konwój będzie płynął z prędkością średnią 13 węzłów, której jednak w praktyce nie osiągano.
Zespół osłony stanowiło aż 7 krążowników lekkich (HMS "Arethusa", "Birmingham", "Newcastle", "Cleopatra", "Dido", "Euryalus", "Hermione" - z tego 4 ostatnie przeciwlotnicze, 19 niszczycieli (HMS "Hasty", "Hero", "Hotspur", "Fortune", "Griffin", "Inconstant", "Javelin", "Jervis", "Kelvin", "Napier", "Nestor", "Nizam", "Norman", "Pakenham", "Paladin", "Sikh", "Zulu" i eskortowy "Tetcott"), 4 korwety, 2 trałowce i 2 statki ratownicze (prawdopodobnie część niszczycieli i lżejsze okręty były przydzielone do bezpośredniej eskorty konwojów). Okrętem flagowym był HMS "Cleopatra".
W niektórych publikacjach za pierwszą ofiarę operacji uważa się niszczyciel eskortowy HMS "Grove", zatopiony na północ od Sollum przez niemiecki okręt podwodny U-77 12 czerwca o 5.37, lecz powracał on wówczas z rejsu zaopatrzeniowego do Tobruku (wraz z "Tetcott"), nie związanego z operacją Vigorous.

## Przebieg operacji

### Rozpoczęcie
Dla odciągnięcia uwagi przeciwnika przeprowadzono najpierw operację dywersyjną w postaci rejsu konwoju MW-11C, który wypłynął 11 czerwca z Port Saidu. Konwój ten, z silną eskortą okrętów mogących prowadzić ogień przeciwlotniczy (krążownik przeciwlotniczy i 8 niszczycieli eskortowych), miał pozorować rejs do Tobruku, po czym zawrócić i połączyć się z pozostałymi częściami. Miało to w założeniu spowodować wypłynięcie włoskiej floty z baz, zmniejszając jej zapasy paliwa i wystawiając na ataki okrętów podwodnych. Nadzieje te jednak nie spełniły się, natomiast konwój, który wpłynął w tzw. "aleję bombową" (bomb alley) między Kretą a Afryką Północną, stał się celem ataków lotnictwa. Już po zawróceniu do miejsca spotkania, 12 czerwca bombowce Ju 88 z I/KG.54 uszkodziły statek "City of Calcutta" (8063 BRT), który został odesłany do Tobruku pod eskortą niszczycieli "Croome" i "Exmoor".
13 czerwca konwój MW-11C połączył się pod Tobrukiem z głównymi częściami konwoju MW-11A z Hajfy i MW-11B z Aleksandrii oraz siłami głównymi osłony z Aleksandrii pod dowództwem kontradmirała Philipa Viana. Szybko konwój zaczął się uszczuplać - jeden ze statków, "Elizabeth Bakke" odesłano z powrotem z uwagi na zbyt małą prędkość. Z powodu pogorszenia pogody odesłano także 13 czerwca kutry torpedowe (w drodze zatonął MTB 259).
W nocy na 14 czerwca przeprowadzono też operację dywersyjną w postaci rajdu brytyjskich komandosów, transportowanych przez greckie okręty podwodne "Triton" i "Papanicolis", na lotnisko pułku LG.1 w Maleme na Krecie, bez większych efektów.

### Główne walki
14 czerwca statek "Aagtekirk" (6811 BRT), który nie mógł utrzymać prędkości, odesłano do Tobruku pod eskortą niszczyciela eskortowego "Tetcott" i korwety "Primula", jednakże został on zatopiony przed tym portem przez niemieckie bombowce Ju 87 i Ju 88, które uszkodziły też "Primulę". Do konwoju powróciły jednak niszczyciele eskortowe "Croome" i "Exmoor".
Ataki samolotów Ju 88 z pułku LG.1 na konwój 14 czerwca zatopiły statek "Bhutan" (6104 BRT) i uszkodziły "Potaro" (5410 BRT), który jednak płynął dalej. HMS "Pakenham" z eskorty konwoju był także atakowany nieskutecznie torpedami przez niezidentyfikowany okręt podwodny. Kontradmirał Vian uzyskał tego dnia informacje o wyjściu w morze floty włoskiej z Tarentu głównych sił floty włoskiej pod dowództwem admirała Giuseppe Fioravanzo, w składzie dwóch pancerników "Vittorio Veneto" i "Littorio", 2 ciężkich i 2 lekkich krążowników oraz niszczycieli. Obecność silnego zespołu włoskiego skomplikowała sytuację - siły alianckie nie miały szans na pokonanie Włochów i niewielkie szanse na uchylenie się w razie starcia, z uwagi na panującą dobrą pogodę. Mając to na uwadze, Vian zdecydował zawrócić i 15 czerwca o 1.45 konwój zmienił kurs na wschodni. Wkrótce jednak został zaatakowany przez niemieckie kutry torpedowe z Derny w Libii (schnellbooty), ok. 90 mil na północny zachód od Derny. Kuter S-56 uszkodził krążownik lekki HMS "Newcastle" (bez ofiar), a S-55 zatopił niszczyciel HMS "Hasty" (13 ofiar).
W tym czasie, o 5.15 brytyjski samolot torpedowy Bristol Beaufort z 217. Dywizjonu RAF z Malty zdołał poważnie uszkodzić włoski krążownik ciężki „Trento”. Unieruchomiony "Trento" został pozostawiony z eskortą, lecz o 9.10 odnalazł go i storpedował brytyjski okręt podwodny P35 (HMS "Umbra"), po czym krążownik zatonął ze sporymi stratami w załodze. Około 9.05 włoskie siły główne zostały zaatakowane przez amerykańskie bombowce B-24 Liberator, które zdołały uzyskać jedno trafienie na "Littorio", powierzchownie uszkadzając wieżę dziobową.

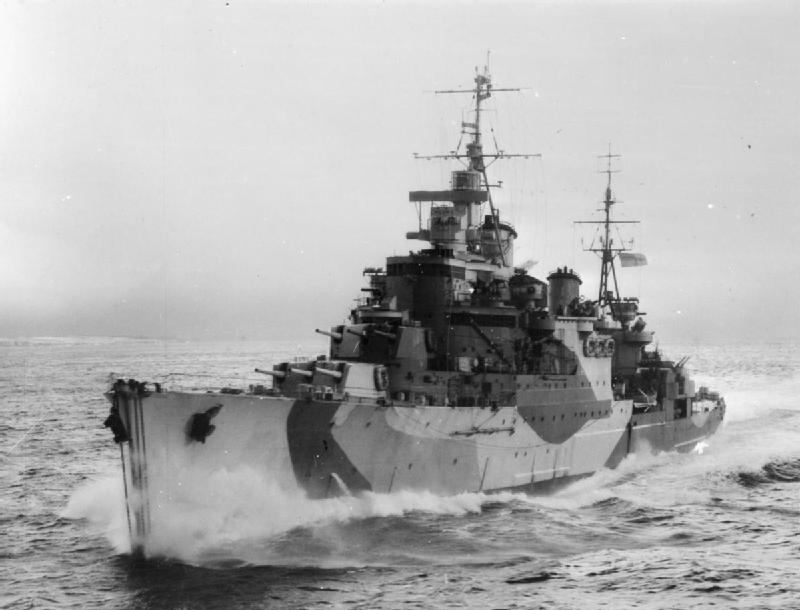
Lekki krążownik HMS "Birmingham"

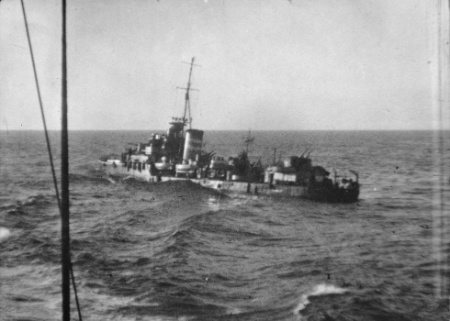
Porzucony i tonący "Nestor", 16 czerwca 1942

Około godz. 7 15 czerwca, gdy włoska flota była ok. 200 mil na północny zachód, konwój powrócił na kurs na Maltę na rozkaz dowództwa z brzegu. O 9.40 jednak konwój odwołano z powrotem, kiedy oceniono, że włoska flota pomimo utraty krążownika w dalszym ciągu zmierza na przechwycenie. W dzień konwój, znajdujący się na południe od Krety, podlegał szczególnie silnym atakom lotnictwa (m.in. bombowce nurkujące Junkers Ju 87 Stuka z StG.3 i włoskie bombowce CANT Z.1007). Lekki krążownik HMS "Birmingham" został uszkodzony bliskim wybuchem, który unieruchomił mu wieże artylerii, a niszczyciel eskortowy HMS "Airedale" został ciężko uszkodzony przez stukasy, po czym musiał zostać dobity przez HMS "Aldenham" i "Hurworth". Około godz. 18, na południowy zachód od Krety, lotnictwo ciężko uszkodziło niszczyciel australijski "Nestor". Próba holowania przez HMS "Javelin" do Aleksandrii nie powiodła się i następnego dnia rano tonący okręt został przez niego dobity.

### Odwrót
W tym czasie, po południu 15 czerwca dowództwo nakazało ponownie zawrócić w kierunku Malty z uwagi na otrzymane informacje o zawróceniu floty włoskiej. Jednakże, w obliczu poniesionych strat i kończących się zapasów amunicji przeciwlotniczej oraz paliwa, z powodu zmian kursu, ostatecznie zdecydowano przerwać operację i konwój zawrócił do Aleksandrii. W drodze powrotnej poniósł jednak dalszą stratę, gdyż 16 czerwca rano krążownik przeciwlotniczy HMS "Hermione" został zatopiony przez niemiecki U-Boot U-205 na południe od Krety. Resztki konwoju dopłynęły do Aleksandrii 17 czerwca. 
Flota włoska 15 czerwca około godz. 14 zawróciła do Tarentu, jednakże brytyjski samolot Wellington z 38. Dywizjonu RAF z Malty zdołał jeszcze o 23.39 uszkodzić torpedą pancernik "Littorio" w część dziobową.

## Podsumowanie
Operacja Vigorous zakończyła się porażką aliancką - żaden ze statków z zaopatrzeniem nie dotarł na Maltę, a flota poniosła ciężkie straty na skutek działań lotnictwa, okrętów podwodnych i kutrów torpedowych. Utracono jeden krążownik (HMS "Hermione"), trzy niszczyciele (HMS "Airedale", HMS "Hasty" i HMAS "Nestor") oraz dwa statki. Większym uszkodzeniom uległy dalsze dwa krążowniki, korweta i statek, kilka dalszych okrętów było mniej uszkodzonych. Krążownik HMS "Newcastle" był remontowany w USA do listopada 1942, następnie wyposażany w Wielkiej Brytanii do marca 1943, uszkodzenia "Birmingham" usunięto na miejscu.
Flota włoska poniosła również stosunkowo dotkliwą stratę na skutek ataków lotnictwa brytyjskiego, w postaci zatopienia krążownika ciężkiego "Trento", niemniej jednak jej działania dopomogły w osiągnięciu celu w postaci zablokowania zaopatrzenia Malty, mimo że nie doszło do bezpośredniego starcia okrętów nawodnych. Uszkodzenia pancernika "Littorio" usunięto do 27 sierpnia 1942, duże okręty włoskie nie były już jednak aktywnie wykorzystywane z uwagi na kiepską sytuację paliwową Włoch.
Przeprowadzona równocześnie operacja Harpoon z zachodu osiągnęła minimalnie swój cel - tylko 2 z 6 statków dotarły na Maltę. Spowodowało to konieczność przeprowadzenia w sierpniu kolejnej, silniejszej operacji zaopatrzeniowej, Pedestal.

## Siły
- † - okręty zatopione
- # - okręty uszkodzone, ## - ciężko uszkodzone
- główne źródło - [2]

### Alianci
- 4. Dywizjon Krążowników
  - krążowniki lekkie: HMS "Newcastle"##, HMS "Birmingham"#
- 15. Dywizjon Krążowników 
  - krążowniki lekkie: HMS "Cleopatra", "Dido", "Hermione"†, "Euryalus", "Arethusa"
- krążownik lekki HMS "Coventry"
- 2. Flotylla Niszczycieli:
  - niszczyciele HMS „Fortune”(inne języki), "Griffin", "Hotspur"
- 5. Flotylla Niszczycieli:
  - niszczyciele eskortowe HMS "Dulverton", "Exmoor", "Croome", "Eridge", "Airedale"†, "Beaufort", "Hurworth", "Tetcott", "Aldenham" (typów Hunt II i III)
- 7. Flotylla Niszczycieli:
  - niszczyciele HMAS "Napier", HMAS "Norman", HMAS "Nestor"†, HMAS "Nizam"
- 12. Flotylla Niszczycieli
  - niszczyciele: HMS "Pakenham", "Paladin", "Inconstant"
- 14. Flotylla Niszczycieli
  - niszczyciele: HMS "Jervis", "Javelin", "Kelvin"
  - 22. Flotylla Niszczycieli
  - niszczyciele: HMS "Hero", "Hasty"†, "Sikh", "Zulu"
- 4 korwety: HMS „Delphinium”(inne języki), "Erica", "Primula", "Snapdragon" (typu Flower)
- 2 trałowce: HMS "Boston", "Seaham" (typu Bangor)
- 4 kutry torpedowe: MTB-259†, MTB-261, MTB-262 i MTB-264
- 2 statki ratownicze: "Antwerp", "Malines"
- okręt-cel HMS "Centurion"
- 9 okrętów podwodnych: 
  - HMS "Proteus", HMS „Thorn”(inne języki), HMS "Taku", HMS „Thrasher”(inne języki), HMS "Porpoise", HMS "Una", P-31 (HMS "Uproar"), P-34 (HMS "Ultimatum"), P-35 (HMS "Umbra")
- 11 statków.
  - MW-11A: "Ajax", "City of Edinburgh", "City of Lincoln", "City of Pretoria", "Elizabeth Bakke"
  - MW-11B: tankowce "Bulkoil", "Potaro"#
  - MW-11C: "Aagtekirk"†, "Bhutan"†, "City of Calcutta"#, "Rembrandt"

### Państwa Osi
Włosi:

- 9. Dywizjon:
  - pancerniki: "Littorio"#, "Vittorio Veneto"
- 3. Dywizjon:
  - krążowniki ciężkie: „Trento”(inne języki)†, "Gorizia"
- ..
  - krążowniki lekkie: "Giuseppe Garibaldi", "Emanuele Filiberto Duca D'Aosta"
- 7. Flotylla Niszczycieli
  - niszczyciele: „Folgore”, „Freccia”, "Legionario", „Saetta”
- 13. Flotylla Niszczycieli
  - niszczyciele: „Alpino”(inne języki), "Antonio Pigafetta", "Bersagliere", "Mitragliere"
- 11. Flotylla Niszczycieli
  - niszczyciele: „Corazziere”(inne języki), „Aviere”(inne języki)[2], "Camicia Nera", „Geniere”(inne języki) (niszczyciele typu Soldati)

Niemcy:

- 3. Flotylla Kutrów Torpedowych (3. S-Flottille) - Oblt.z.S. Wuppermann:
  - kutry torpedowe: S 56 (flagowy), S 54, S 55, S 58, S 59, S 60
- okręty podwodne: m.in. U-205